# Mont Veniaminof
El mont Veniaminof (en anglès mount Veniaminof) és un actiu estratovolcà que es troba a la serralada Aleutiana, a la península d'Alaska. La muntanya és nomenada en record a Ioann (Ivan Popov) Veniaminov (1797-1879), un missioner ortodox rus, i posteriorment important bisbe a Rússia, els escrits del qual sobre la llengua aleutiana i etnologia segueixen sent referències bàsiques.
El volcà va ser escenari d'una colossal (IEV 6) erupció al voltant de 1750 aC. Aquesta erupció va deixar una gran caldera. En els temps moderns el volcà ha tingut nombroses erupcions petites (més de deu d'elles a partir de 1930), a partir d'un con situat enmig de la caldera.
El volcà està cobert per una glacera que ocupa la major part de la caldera, cosa que atorga al volcà la possibilitat de patir un gran col·lapse glacial en una futura erupció.

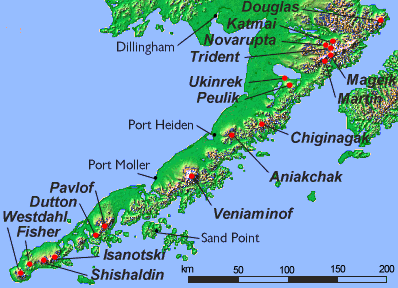
Mapa amb els volcans de la Península d'Alaska.